# Krásnovce
Krásnovce és un poble i municipi d'Eslovàquia. Es troba a la regió de Košice, a l'est del país.

## Història
La primera referència escrita de la vila data del 1403.

## Demografia
| Godina             | 1994 | 2004   | 2014   | 2024   |
| ------------------ | ---- | ------ | ------ | ------ |
| Nombre de persones | 575  | 596    | 617    | 619    |
| Diferència         |      | +3,65% | +3,52% | +0,32% |

| Godina             | 2023 | 2024   |
| ------------------ | ---- | ------ |
| Nombre de persones | 628  | 619    |
| Diferència         |      | −1,43% |